# Penthoraceae
Classification APG III (2009)
Famille
Genres de rang inférieur
- Penthorum

La famille des Penthoracées regroupe des plantes dicotylédones ; elle comprend 2 ou 3 espèces du genre Penthorum (en).
Ce sont des plantes herbacées érigées, pérennes, rhizomateuses, à feuilles alternes, des régions tempérées à tropicales, originaires d'Asie du Sud-Est et d'Amérique du Nord.

## Étymologie
Le nom vient du genre-type Penthorum du grec πεντε / pente, cinq, et -ορος / -oros qui a donné respectivement en latin penta, et la désinence -orum, « cinq parties », en référence aux fruits formés de cinq "becs".

## Classification
La classification phylogénétique situe cette famille dans l'ordre des Saxifragales.
L'unique genre de cette famille est classé diversement soit dans la famille des Saxifragacées soit dans sa propre famille des Penthoracées. Le genre est très proche des Haloragaceae.

## Liste des genres
Selon Angiosperm Phylogeny Website (28 avr. 2010), NCBI (28 avr. 2010) et DELTA Angio (28 avr. 2010) :
- genre Penthorum

## Liste des genres et espèces
Selon NCBI (28 avr. 2010) :
- genre Penthorum
  - Penthorum chinense
  - Penthorum sedoides